# Tel·lurur de potassi
El tel·lurur de potassi és un compost inorgànic, del grup de les sals, que està constituït per anions tel·lurur {\displaystyle {\ce {Te^2-}}} i cations potassi (1+) {\displaystyle {\ce {K+}}}, la qual fórmula química és {\displaystyle {\ce {K2Te}}}.

## Propietats
S'ha calculat que el tel·lurur de potassi cristal·litza en el sistema cúbic, grup espacial Fm3m, que té una densitat de 2,45 g/cm³ i que el seu índex de refracció val 1,86.

## Preparació
Es pot preparar a partir de tel·luri i potassi en dissolució d'amoníac líquid segons la reacció:
{\displaystyle {\ce {2K + Te ->[NH_3] Na2Te}}}